# 周茂
周茂（1441年—？），字時雍，直隸永平府盧龍縣人，民籍。明朝政治人物。進士出身。

## 生平
順天府鄉試第七十八名。成化八年（1472年）壬辰科會試第九十名，殿試登進士第三甲第五十三名。后擔任庆阳府知府。曾祖父周得玉。祖父周全。父亲周尚文，曾任縣丞。